# Silvester, knez Duklje
Silvester je bio knez Duklje, Travunije i Zahumlja tijekom 9. stoljeća

## Život
Silvester je bio jedini preživjeli potomak kneza Petra. Zahvalnost za to spada na njegovu majku Kastreku koja je tijekom građanskog rata izbjegla u rodni Dubrovnik. Kako je tijekom ovog rata došlo do općeg bratoubojstva predstavnici plemstva Petrove države došli su Silvesteru da preuzme vlast.
Prije svoje smrti on će dobiti sina Tuđemira (Trpimir ?) koji će ga naslijediti.